# Mariusz Fyrstenberg
Mariusz Stanisław Fystenberg (Varsovia, 8 de Julho de 1980) é um tenista profissional polaco, profissional desde 2001, já venceu 16 títulos da ATP, seu melhor ranking foi a 6° colocação em 2012, em simples chegou a 317° do mundo, ele atua ao lado de Marcin Matkowski. 

## Grand Slam finais

### Duplas: 1 (0–1)
| Posição | Ano  | Campeonato | Piso | Parceiro         | Oponentes                        | Placar   |
| ------- | ---- | ---------- | ---- | ---------------- | -------------------------------- | -------- |
| Vice    | 2011 | US Open    | Duro | Marcin Matkowski | Jürgen Melzer Philipp Petzschner | 2–6, 2–6 |

## ATP finals

### Duplas: 1 (0–1)
| Posição | Ano  | Campeonato | Piso     | Parceiro         | Oponentes                | Placar   |
| ------- | ---- | ---------- | -------- | ---------------- | ------------------------ | -------- |
| Vice    | 2011 | Londres    | Duro (i) | Marcin Matkowski | Max Mirnyi Daniel Nestor | 5–7, 3–6 |

## Masters 1000 finais

### Duplas: 6 (2–4)
| Posição | Ano  | Campeonato | Piso          | Parceiro         | Oponentes                              | Placar           |
| ------- | ---- | ---------- | ------------- | ---------------- | -------------------------------------- | ---------------- |
| Vice    | 2007 | Madrid     | Saibro        | Marcin Matkowski | Bob Bryan Mike Bryan                   | 3–6, 6–7(4–7)    |
| Campeão | 2008 | Madrid     | Saibro        | Marcin Matkowski | Mahesh Bhupathi Mark Knowles           | 6–2, 6–4         |
| Vice    | 2009 | Shanghai   | Duro          | Marcin Matkowski | Julien Benneteau Jo-Wilfried Tsonga    | 2–6, 4–6         |
| Vice    | 2010 | Shanghai   | Duro          | Marcin Matkowski | Jürgen Melzer Leander Paes             | 5–7, 6–4, [5–10] |
| Campeão | 2012 | Madrid     | Saibro (azul) | Marcin Matkowski | Robert Lindstedt Horia Tecău           | 6–3, 6–4         |
| Vice    | 2013 | Miami      | Duro          | Marcin Matkowski | Aisam-ul-Haq Qureshi Jean-Julien Rojer | 4–6, 1–6         |

## Ligações Externas
- Perfil na ATP